# Shōwa (Fukushima)
Pour les articles homonymes, voir Showa.
Shōwa (昭和村, Shōwa-mura) est un village japonais (村, mura ou son), situé dans la préfecture de Fukushima.
Sa population au 1er juin 2013 est estimée à 1 406 habitants.